# 어첼 졸탄

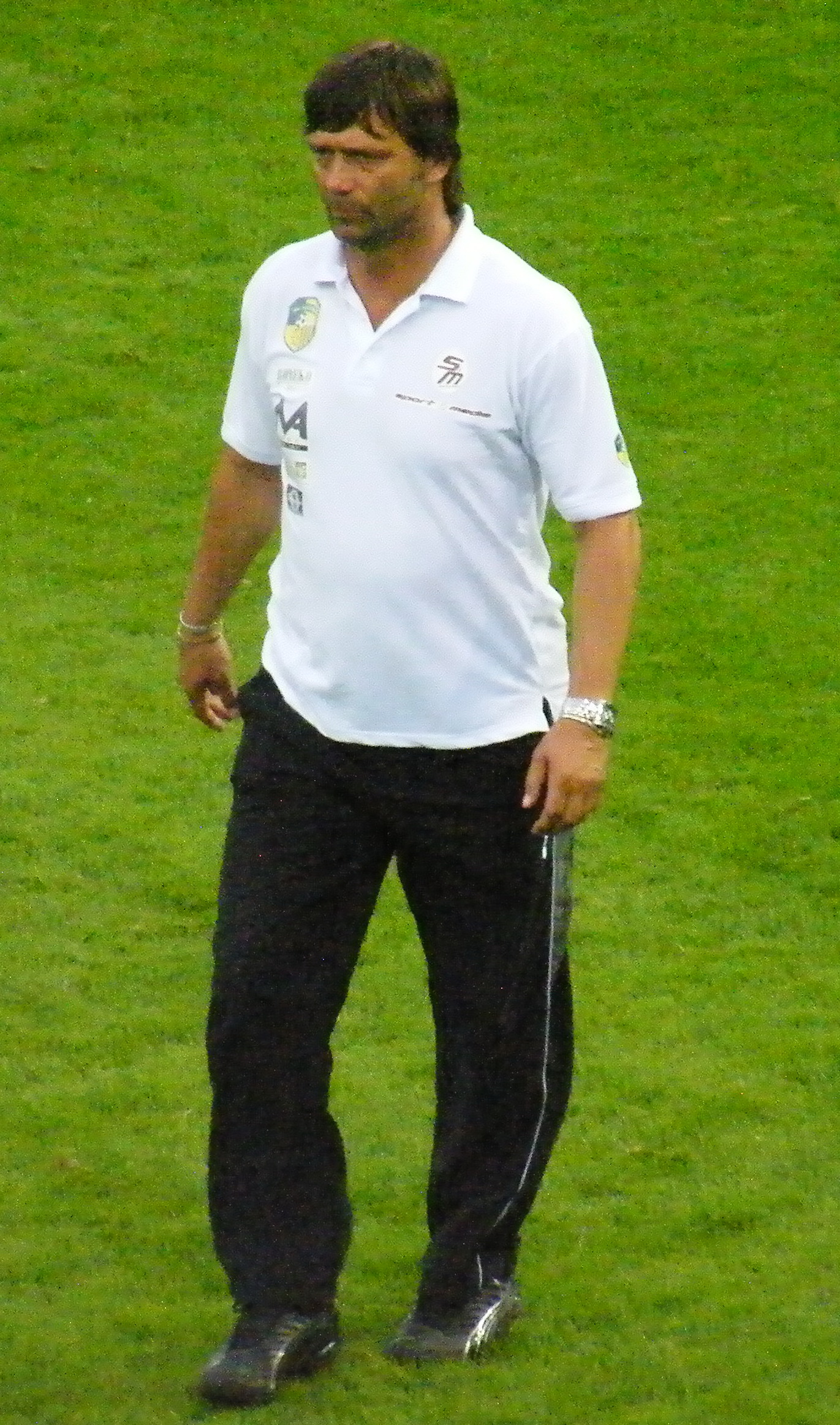

어첼 졸탄(헝가리어: Aczél Zoltán, 1967년 5월 13일 ~ )은 헝가리 출신의 축구 선수이다. K리그에서 등록명을 아첼을 사용하였다.